# Кастана
Каста̀на (на италиански: Castana, на местен диалект: Castan, Кастан) е село и община в Северна Италия, провинция Павия, регион Ломбардия. Разположено е на 290 m надморска височина. Населението на общината е 716 души (към 2017 г.).